# Jet Airways
Jet Airways ist eine indische Fluggesellschaft. Ihr Sitz ist in Mumbai und ihre Basis auf dem Flughafen Mumbai.

## Geschichte

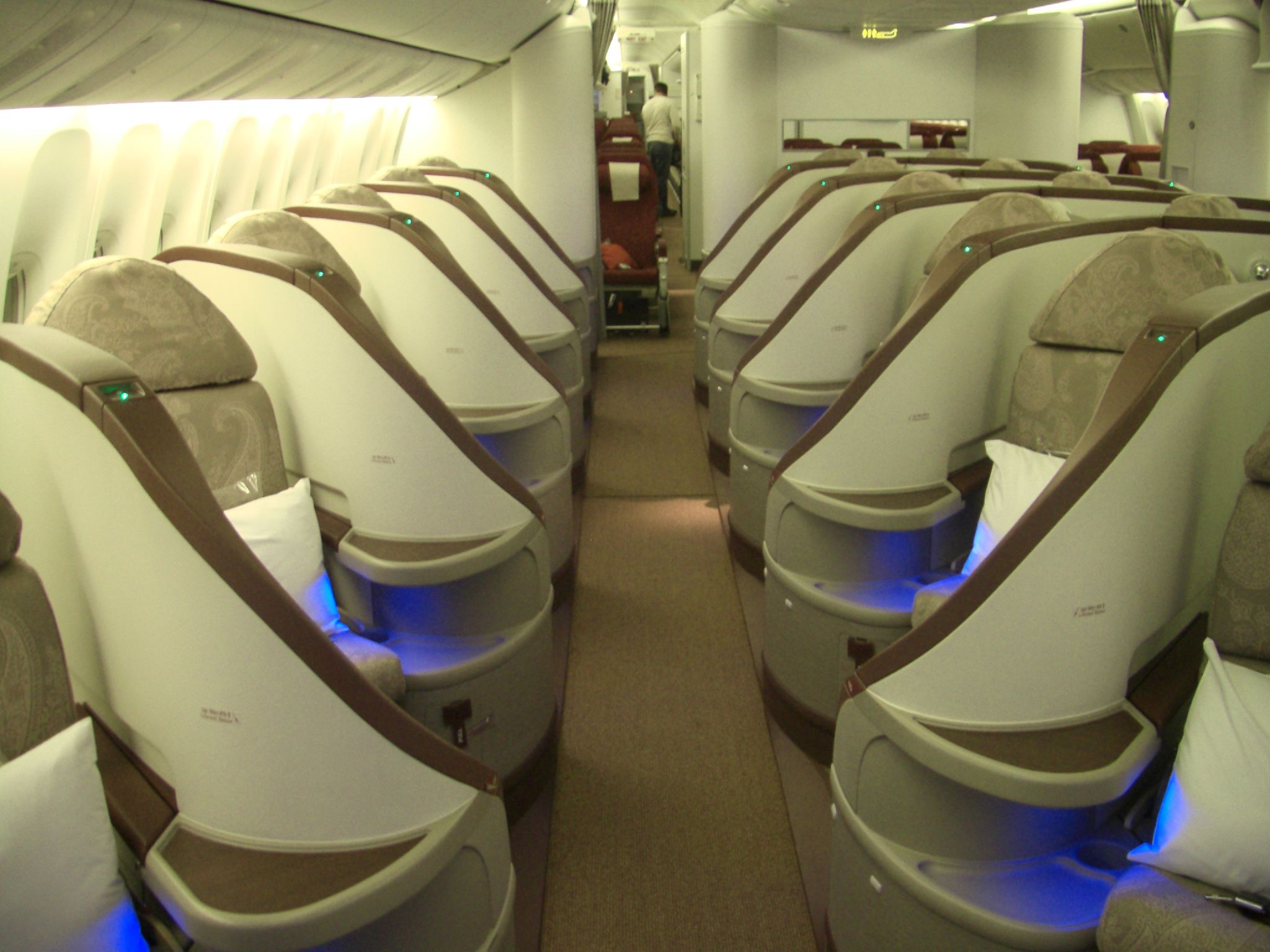
Business-Klasse an Bord einer Boeing 777-300ER der Jet Airways

Gegründet wurde Jet Airways am  1. April 1992 vom Milliardär und heutigen Chairman of the Board Naresh Goyal. Der Flugbetrieb wurde am 5. Mai 1993 mit vier Boeing 737-300 aufgenommen. Zu Jet Airways gehört auch die Billigfluggesellschaft JetKonnect, in welche die andere Tochter JetLite 2012 integriert wurde.
Mitte 2012 wurde bekannt, dass Jet Airways bei der indischen Regierung einen Antrag auf Bewilligung des Beitritts zur Star Alliance gestellt hatte, gleichzeitig stand Jet Airways aber auch in Beitrittsverhandlungen mit den Allianzen SkyTeam und oneworld.
Im Oktober 2013 genehmigte die indische Regierung eine Beteiligung der Etihad Airways aus Abu Dhabi an Jet Airways in Höhe von 24 Prozent; der Kaufpreis soll 20,6 Milliarden Rupien (etwa 246 Millionen Euro) betragen haben.
Nach einem Quartalsverlust von 28 Millionen Euro im ersten Quartal 2014 und wegen des neuen Konkurrenten Vistara kündigte Jet Airways an, dass ab dem 1. Dezember 2014 auch in der Economy ein kompletter Service im Ticketpreis inklusive sein soll. Bis Ende 2014 sollten alle Flugzeuge eine Zwei-Klassen-Konfiguration aufweisen.
Jet Airways stellte den Betrieb mit Wirkung zum 18. April 2019 aufgrund von Zahlungsunfähigkeit ein. Jet Airways plante, den Betrieb nach Veräußerung an einen neuen Mehrheitsaktionär im Jahr 2019 wieder aufzunehmen.
Am 17. Oktober 2020 hat die Gläubigerversammlung der insolventen indischen Fluggesellschaft nach langem Bieterwettbewerb einem Konsortium den Zuschlag gegeben, das von der von Florian Fritsch gegründeten Londoner Finanzgesellschaft Kalrock Capital und dem Investor Murari Lal Jalan angeführt wurde. Der für Jet Airways gebotene Preis betrug 100 Mio. Euro. Zu den Plänen des Konsortiums für Jet Airways gehört auch, verlorengegangene Slots zurückzuverlangen, das Langstreckenangebot auszubauen und die Flugzeugflotte zu modernisieren.

## Neustart
Im September 2022 wurde gemeldet, dass für die Gesellschaft ein neues AOC vorhanden ist und dass das Fluggeschäft im November 2022, mit 20 Airbus 320 vom Leasinganbieter Avolon, wieder neu gestartet werden soll.
Im Dezember 2022 war der Neustart wieder in Frage, da Gläubiger gegen das neue Besitzerkonsortium Kalrock Capital und Murari Lal Jalan klagten, und eine Abwicklung des Unternehmens erreichen wollten.

## Flugziele
Jet Airways flog Ziele in Indien an. Die internationalen Flüge der Gesellschaft wurden im April 2019 vollständig eingestellt, da die Fluglinie die benötigten finanziellen Mittel nicht mehr auftreiben konnte.
Codesharing
Das Unternehmen unterhielt Codeshare-Abkommen mit folgenden Fluggesellschaften (Mitglieder der Etihad Airways Partners sind mit * gekennzeichnet):
| - Air Canada - Air France - Air Seychelles* - Alitalia* - All Nippon Airways - Bangkok Airways | - Brussels Airlines - Delta Air Lines - Etihad Airways* - Garuda Indonesia - Kenya Airways - KLM Royal Dutch Airlines | - Korean Air - Malaysia Airlines - Qantas - South African Airways - United Airlines - Vietnam Airlines |

## Flotte
Mit Stand März 2023 bestand die Flotte der Jet Airways aus 9 Flugzeugen mit einem Durchschnittsalter von 15,9 Jahren:
| Flugzeugtyp      | Anzahl | bestellt | Anmerkungen  | Sitzplätze                                  |
| ---------------- | ------ | -------- | ------------ | ------------------------------------------- |
| Boeing 737-800   | 3      |          | drei inaktiv | 154 (-/16/138) 168 (-/12/156) 170 (-/8/162) |
| Boeing 737-900   | 1      |          | eine inaktiv | 166 (-/28/138)                              |
| Boeing 777-300ER | 5      |          | fünf inaktiv | 312 (8/30/274) 346 (8/30/308)               |
| Gesamt           | 9      |          |              |                                             |

Im März 2023 wurde gemeldet, dass Jet Airways Bestellung von mindestens 200 kleineren und größeren Kurz- und Mittelstreckenflugzeugen abgeben will.

### Ehemalige Flotte

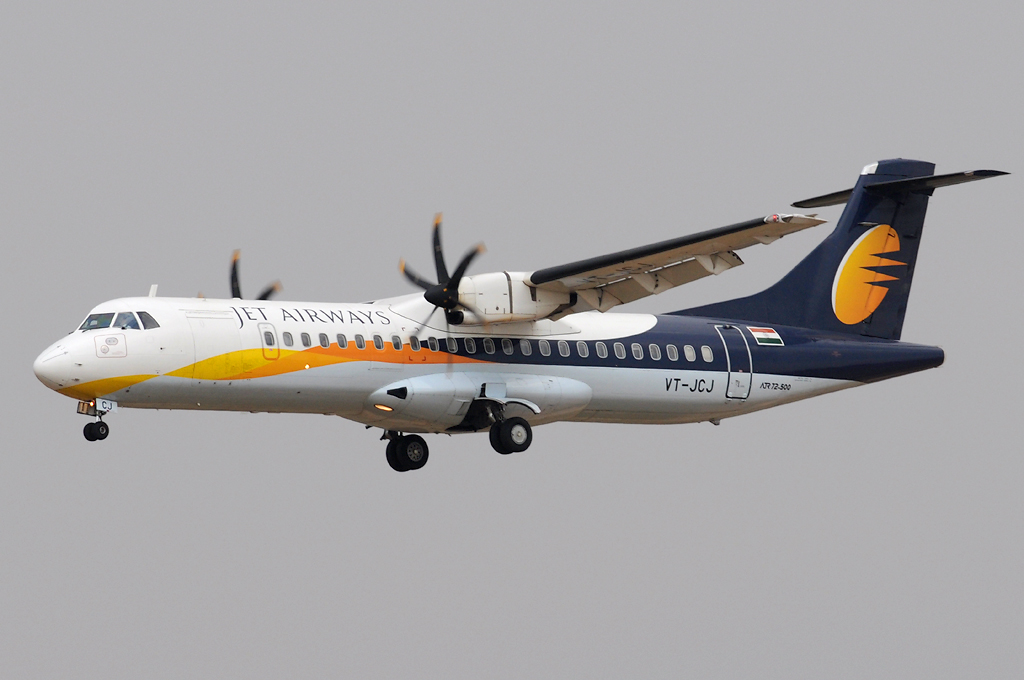
ATR 72-500 der Jet Airways

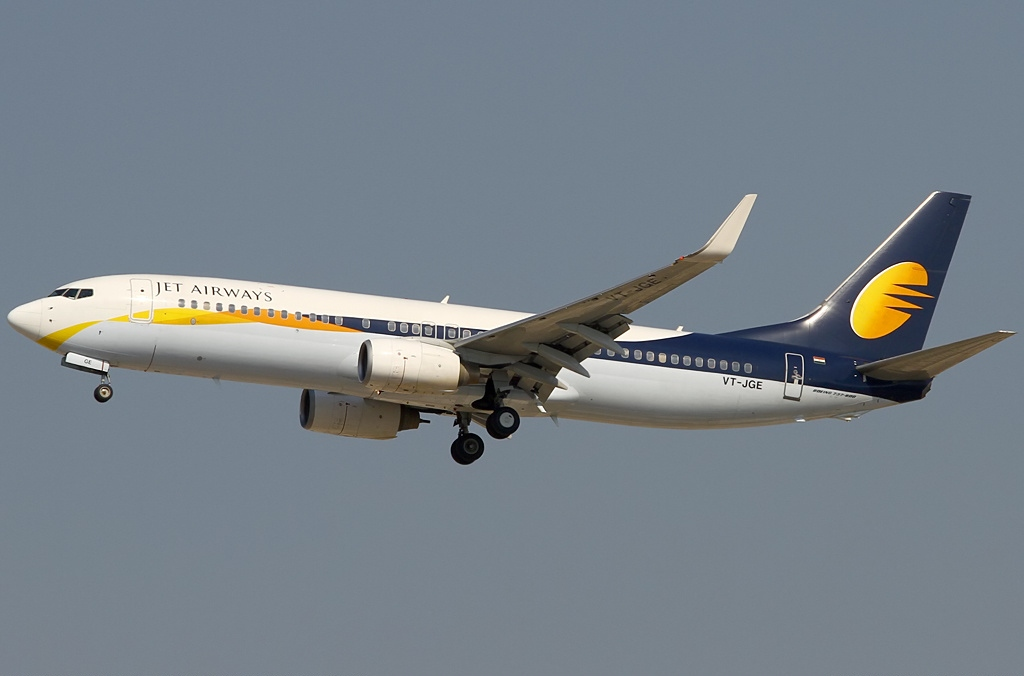
Boeing 737-800 der Jet Airways

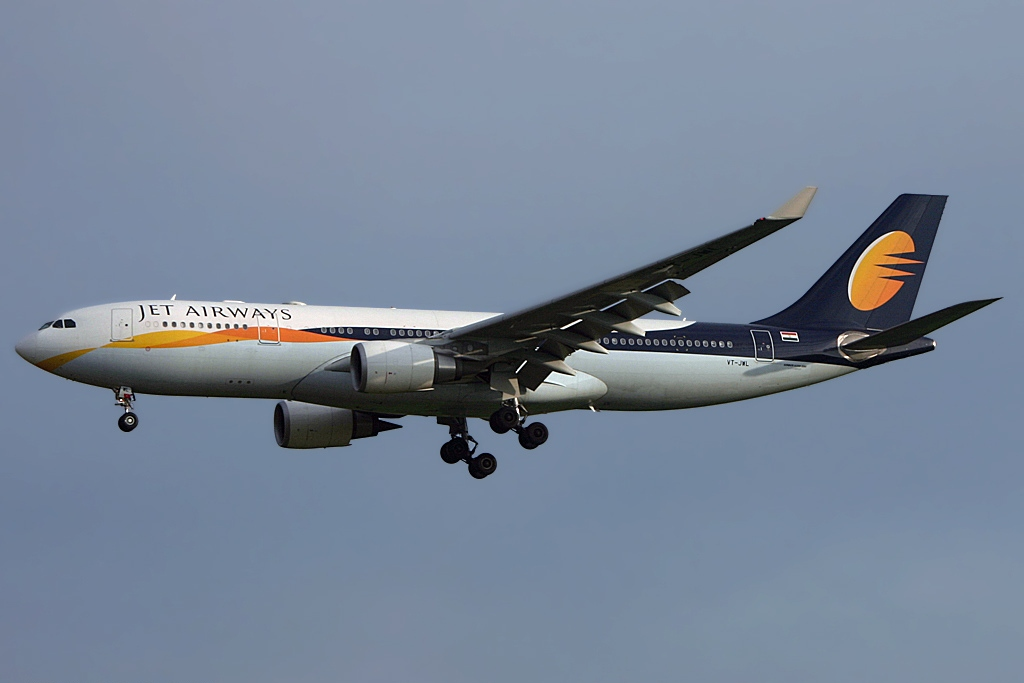
Airbus A330-200 der Jet Airways

Mit Stand März 2019 bestand die Flotte der Jet Airways aus 120 Flugzeugen mit einem Durchschnittsalter von 9,1 Jahren:
| Flugzeugtyp      | Anzahl | bestellt | Anmerkungen                             | Sitzplätze (First/Business/Eco)             |
| ---------------- | ------ | -------- | --------------------------------------- | ------------------------------------------- |
| Airbus A330-200  | 4      |          | einer inaktiv                           | 254 (-/18/236)                              |
| Airbus A330-300  | 4      |          |                                         | 293 (-/34/259)                              |
| ATR 72-500       | 15     |          |                                         | 68 (-/-/68)                                 |
| ATR 72-600       | 1      |          |                                         | – offen –                                   |
| Boeing 737-700   | 4      |          | mit Winglets ausgestattet; eine inaktiv | 134 (-/8/126)                               |
| Boeing 737-800   | 68     |          | 11 inaktiv                              | 154 (-/16/138) 168 (-/12/156) 170 (-/8/162) |
| Boeing 737-900   | 2      |          | eine inaktiv                            | 166 (-/28/138)                              |
| Boeing 737-900ER | 4      |          | mit Winglets ausgestattet               | 186 (-/8/178)                               |
| Boeing 737 Max 8 | 8      | 67       | + 50 Optionen; alle inaktiv             | – offen –                                   |
| Boeing 777-300ER | 010    |          | eine inaktiv                            | 312 (8/30/274) 346 (8/30/308)               |
| Boeing 787-9     |        | 10       |                                         | – offen –                                   |
| Gesamt           | 120    | 77       |                                         |                                             |